# Henrique de Beaumont, 1.º Conde de Warwick
Henrique de Beaumont (ou de Newburgh), 1.º Conde de Warwick (morto em 20 de junho de 1119) foi um nobre normando, que obteve grande destaque na Inglaterra.

## Origens
Henrique era filho mais novo de Rogério de Beaumont com Adelina de Meulan, filha de Waleran III, conde de Meulan.

## Senhorio de Le Neubourg
Recebeu de seu pai o senhorio modesto de Le Neubourg, no centro da Normandia, a 12 quilômetros nordeste do caput de seu pai em Beaumont-le-Roger, no rio Risle. A partir deste senhorio, aprovou para si mesmo e aos seus descendentes o sobrenome anglicizado para "de Newburgh", muitas vezes latinizado para de Novo Burgo (que significa "a partir do novo burgo/cidade").

## Carreira
Henrique foi dito por Orderico Vital, o historiador e monge normando, ter estado com Guilherme, o Conquistador em sua campanha de 1068 na região das Midlands, quando supostamente foi lhe dado o encargo do Castelo de Warwick, mas não há nenhuma evidência de apoio para esta fonte tardia. Pouco se sabe de sua carreira antes de 1088. No entanto, teve um papel de liderança em conciliar o rei inglês com seu filho mais velho Roberto Curthose em 1081 e ficou em alta no favor do Conquistador. Em 1088 era um agente real na prisão e julgamento do bispo traidor de Durham Guilherme de Saint-Calais.

### Conde de Warwick
No devido tempo, adquiriu uma retenção de terras muito maior na Inglaterra, quando, em recompensa por ajuda na supressão da rebelião de 1088, o rei Guilherme II, o Ruivo fez dele Conde de Warwick em 1088. As terras do condado foram reunidas a partir de várias fontes. A maior parte foi fornecida pela maioria das terras em Warwickshire e em outros lugares registradas como aquelas de seu irmão mais velho Roberto, conde de Meulan no Domesday Book de 1086. Também recebeu grandes propriedades reais em Rutland e da floresta real de Sutton, que se tornou Sutton Chase. O arranjo complicado para dotar o condado não tem precedentes, e deve ter sido o resultado de um acordo de três vias entre o seu pai, seu irmão e o rei.

### Partidário de Henrique I
Tornou-se companheiro e amigo do sucessor de Guilherme II, o rei Henrique I, e em 1100 quando uma divisão ocorreu entre os barões que haviam se reunido no rescaldo da morte repentina do rei para escolher um sucessor para Guilherme II, foi principalmente devido ao seu conselho que Henrique foi selecionado e quando no ano seguinte a maioria dos barões eram aberta ou secretamente desleais e favoreceram a tentativa do Duque Roberto para ganhar a coroa, ele e seu irmão estavam entre os poucos que permaneceram leais ao rei.

### Senhorio de Gower
Adquiriu o domínio de Gower no País de Gales em torno de 1107 a partir de favor do rei Henrique e construiu um castelo em Swansea, que foi sem sucesso atacado por Gales em 1113; também capturou a península de Gower, no sudoeste de Glamorgan. Ele ou seus barões construíram outros castelos em Penrhys, Llanrhidian e Swansea em 1120, juntamente com os outros em Oystermouth e Loughor, os únicos restos destes últimos são um monte e uma torre de menagem.

## Casamento e descendência
Casou-se antes de 1100 com Margarida, filha de Godofredo II de Perche e Beatriz de Montdidier, e teve os seguintes filhos:
- Rogério de Beaumont, 2.º Conde de Warwick (c.1102-1153), que o sucedeu como conde de Warwick.
- Roberto de Neubourg (m. 1159), que herdou terras normandas de Henrique e foi Mordomo da Normandia. Seu filho mais velho Henrique de Neubourg (c. 1130 - 1214) herdou suas terras na Normandia, enquanto seu filho mais novo Rogério de Newburgh (c. 1135 - 1192) herdou suas terras em Dorset.
- Rotrou (morto em 27 de novembro de 1183), que foi bispo de Évreux, posteriormente, arcebispo de Ruão, e Chefe Justiceiro e Mordomo da Normandia.
- Godofredo de Neubourg. Mudou-se para a Inglaterra no final de 1137 e residiu em seguida com seu irmão mais velho conde Rogério de Warwick. Fez uma série de aparições nas escrituras do Conde Rogério como "irmão do conde Godofredo." Quando Rogério morreu em 1153 e foi sucedido por seu filho, conde Guilherme, "Godofredo, tio do conde" continuou a viver na criadagem de Warwick. Aparece como um magistrado ducal na Normandia em seus últimos anos.[5]
- Henrique de Neubourg, também conhecido como "Henrique de Gower", que reconquistou propriedades galesas da família, em torno de 1136, segurando o senhorio de Gower durante todo o reinado do rei Estêvão.

## Morte
Entrou na abadia de São Pedro de Les Préaux antes de sua morte e lá faleceu como um monge em 20 de junho de 1119. Uma gravura de seu túmulo na casa do capítulo, com os de seu pai e irmão ao lado dele do século XVIII, sobrevive, embora a abadia esteja em ruínas.